# 陆川 (导演)
陆川（1971年2月8日—），祖籍江苏南通，生于新疆奎屯，中国电影导演、编剧。

## 生平
陆川1971年2月8日出生在新疆奎屯农七师131团，作家陆天明之子。陆川父母为上海援疆知识分子，五岁时迁居北京，陆川在北京长大。1993年，因父亲反对大学学习电影，陆川就读南京解放军国际关系学院英语系，毕业后在749局工作两年。749局负责研究新型武器装备，涉及超自然和人体特异功能等领域，工作经历启发陆川日后创作了科幻电影《749局》。1995年，在国防科工委做翻译的陆川决定考取北京电影学院导演系研究生，成为当年三位被录取者之一，1998年获得硕士学位。
2001年，陆川编剧的30集电视连续剧《黑洞》播出。2002年陆川编剧、导演的电影处女作《寻枪》在中国影坛崭露头角，该剧剧本获得台湾行政院新闻局当年颁发的十大优秀华语电影剧本奖，影片入选威尼斯电影节竞赛单元，同时陆川本人凭借该片获得“大学生电影节”最佳处女作导演等数十个奖项。
2004年，陆川编剧、导演的电影《可可西里》再次震撼海内外影坛。04年底，该片在国内获得华表奖等政府奖项多座，在国际获得东京国际电影节评委会大奖，随后横扫欧美等诸多国际奖项。凭借此片，陆川被美国杂志《Variety》评选为世界十大年轻导演。2009年4月22日，陆川编剧并执导的第三部电影作品《南京！南京！》公映。影片上映一年多的时间《南京！南京！》就先后获得第57届西班牙圣塞巴斯蒂安国际电影节（San Sebastian International Film Festival）最高荣誉最佳电影金贝壳奖、第3届亚太影展最佳导演奖、第4届亚洲电影大奖最佳导演奖等十几个国际大奖。并在美国击败强劲对手—伊朗电影《一次别离》获得洛杉矶影评人协会颁发的最佳外语片大奖。
2006年，陆川受邀成为上海特奥会开幕式艺术总监，并创作开幕式影片。2009年，陆川受邀成为上海世博会国家馆影像艺术总监，并参与世博会国家馆主展内容的设计工作。2010年5月1日，陆川执导的世博会国家馆主展影片《历程》在国家馆49米层电影馆正式上映。2012年9月，陆川和北京国资委及鸟巢体育场合作，以鸟巢为舞台成功编剧并执导了大型实景演出《鸟巢.吸引》，在鸟巢演出16场。
2012年，陆川的第四部电影作品《王的盛宴》上映。该片原定於2012年7月5日上映，因国家电影局认定有影射共产党历史之嫌，修改后推遲至11月29日上映。2024年，陆川筹备8年，杀青6年的科幻电影《749局》播出。

## 个人生活
陆川前妻姓张，出身部队高干家庭，二人在部队里相识相恋。在《可可西里》拍摄完成后，二人离婚。 
约2006-2008年，陆川与歌手汤灿交往。
2008年，拍摄自导电影《南京！南京！》并与同参演其的中国大陆女演员秦岚交往。2009年9月，被媒体发现在停车场密会后承认恋情。2011年，两人再合作电影《王的盛宴》，2013年7月分手，盛传秦岚不结婚而导致分手。2014年3月，陆川在参加《脱轨时代》看片会时，在媒体面前首度承认与秦岚分手，并表示“失联很久”。2018年10月24日，秦岚在接受采访时自爆前男友曾向自己求过婚，但因当时没准备好，所以拒绝对方。
2015年3月26日，陆川与央视主播胡蝶领证结婚，婚后育有一子一女。

## 争议

### 韩白之争
2006年3月2日，韩寒就文学评论家兼书商白烨的一篇名为《“80后”现状与未来》的博文写了一篇名为《文坛是个屁，谁都别装逼》作为回应。至此，两人就80后是否可称作家，是否已进入文坛等问题的不同见解，演变成为了“韩白之争”。3月4日中午，白烨写了一篇名为《我的声明－回应韩寒》作为回应，宣称韩寒的回应文章不是文学批评，而是已经涉嫌对白烨进行人格侮辱和人身攻击。随后，陆川及其父亲作家陆天明，以及音乐人高晓松相继介入论战，成为一时之网络热点。韩寒在博客中对以上诸人进行了嘲讽，并写有粗口，事件最后以白烨、陆氏父子、高晓松相继关闭个人博客为终结。2010年，高晓松和陆天明已和韩寒先后和解，高晓松并表示答应《独唱团》的约稿。

### 《南京！南京！》争议
陆川在2008年电影《南京！南京！》中，以虚构的日本兵角川作为故事的视角讲述南京大屠杀，呈现其人性的挣扎和最后的崩溃自杀，在中国引发争议。批评者认为陆川同情和美化侵略者，以日本人的角度诠释当时中国人的懦弱，指责陆川是"汉奸"。

## 电影作品
- 2002年 电影《寻枪》编剧、导演	 【华谊兄弟影视公司及中国电影集团投资】
- 2004年 电影《可可西里》编剧、导演   【美国哥伦比亚影业公司及华谊兄弟影视公司投资】
- 2009年 电影《南京！南京！》编剧、导演、执行制片人  【中国电影集团公司、星美（北京）影业有限公司、江苏广播电视（总台）集团、寰亚电影有限公司、上海百量投资咨询有限公司】
- 2011年 电影《最爱》演员 客串
- 2011年 电影《建党伟业》友情导演
- 2012年 电影《王的盛宴》 编剧、导演、制片人
- 2014年 电影《脱轨时代》 监制
- 2015年 电影《九层妖塔》 导演[22]
- 2016年 动物题材纪录电影《我们诞生在中国》 导演[23]
- 2024年 电影《749局》导演[24]

## 电视及其他作品
- 2001年  电视连续剧《黑洞》  编剧 【20集】
- 2001年  电视电影《情不自禁》  编剧
- 2007年 《我最闪亮》 主题曲MV导演  【携手湖南卫视《快乐男声》】
- 2007年   《西海情歌》  刀郎专辑——刀郎ⅢMV导演
- 2007年   《德令哈一夜》  刀郎专辑——刀郎ⅢMV导演
- 2007年  世界夏季特殊奥运会宣传片   导演
- 2010年 《历程》  导演   【上海世博会中国馆主展影片】
- 2010年  第16届亚运会志愿者宣传片   导演   【广州亚运会】
- 2010年  新途锐全球广告片及18分钟电影短片   【德国大众】
- 2011年 《最美好的时光》   总监制    【腾讯网2011九分钟原创电影大赛】
- 2012年 《心.方向》  导演  【别克轿跑系十二星座微电影】
- 2012年 《去野》系列短片   导演   【户外品牌 The North Face】
- 2012年 《鸟巢·吸引》  导演    【国家体育场（鸟巢）大型歌舞秀】
- 2023年  电视连续剧《非凡医者》  總监制、总制片人、导演、编剧
- 2025年  电视连续剧《漫城》  總监制
- 2025年  电视连续剧《借命而生》  导演

## 其他重要活动
- 2002年受邀以嘉宾身份出席柏林国际电影节
- 2005年《可可西里》参加柏林电影节青年论坛，欧洲首映，欧洲近二十个国家的电影发行公司发出发行邀请
- 2006年圣丹斯电影节，出任世界电影竞赛单元评委
- 2007年担任世界夏季特殊奥运会开幕式艺术总监
- 2011年担任“中欧青年交流年”中方形象大使
- 2013年担任第十届法国影展形象大使[25]

## 获奖紀錄

### 《寻枪》
- 2001年度 《寻枪》剧本获台湾2001年度优良剧本大奖；
- 2002年2月 陆川受邀以嘉宾身份出席柏林电影节；
- 2002年4月 第九届北京大学生电影节《寻枪》获得最佳导演处女作奖；
- 2002年5月 《寻枪》受邀参展第55届戛纳电影节；
- 2002年度 参赛威尼斯电影节“逆流而上”(Up Stream)单元；
- 2002年12月 《寻枪》入选美国圣丹斯国际电影节“世界剧场”单元；
- 2002年度 新周刊中国年度新锐榜年度最佳电影；
- 2002年度 卫视周刊年度全球十大电影，年度最佳导演；
- 2002年度 上海影评人协会年度十大国产片；
- 2003年4月 第三届华语电影传媒大奖，《寻枪》获内地最佳处女作奖、内地最佳影片奖；姜文因为此片，获内地最佳男演员奖；(南方报业，光线传媒，凤凰卫视联合)
- 2003年6月 《寻枪》入围莫斯科国际电影节“世界全景电影”单元；
- 2003年11月 《寻枪》获全国法制题材电影电视节(剧)目“金剑奖”电影二等奖；

### 《可可西里》
- 2004年10月31日 获得东京国际电影节评委会大奖；
- 2004年12月4日 获得台湾电影金马奖五项提名；最终获得最佳影片，最佳摄影两项大奖；
- 2004年度 MTV超级盛典最具风格导演奖；
- 2004年度 新锐榜最佳年度电影奖；
- 2004年度 新浪网评选最佳新锐导演奖；
- 2004年度 第1届中国两岸三地导演协会最佳青年导演奖；
- 2004年度“十佳影片”评选活动中， 04年度“最佳导演”奖， 04年度“十佳影片”奖；
- 2005年1月 陆川获得第一届中国电影导演协会最佳年度导演，最佳年度青年导演两项提名，并最终获得最佳年度青年导演奖；
- 2005年1月20日《可可西里》参加美国圣丹斯独立电影节，在北美首映获得巨大成功；
- 2005年2月16日《可可西里》参加柏林电影节青年论坛，欧洲首映，在电影节内外获得极大反响。德国最重要的电视台、电台都破例对这一非竞赛片进行了长达四十分钟的专题报道。《德国时报》主流平面媒体则纷纷拿出整版来介绍这部来自中国的影片。此后，欧洲近二十个国家的电影发行公司向《可可西里》制片方发出发行邀请；
- 2005年5月14日 第12届北京大学生电影节，《可可西里》荣获最佳导演奖和评委会大奖；
- 2005年5月30日 美国第27届Mountain Film Festival最佳叙述片奖；
- 2005年6月15日 在上海电影评论学会第十四届上海影评人奖
- 2005年6月25—7月2日 意大利佩扎罗电影节公众大奖；
- 2005年8月28日在中国第11届中国电影华表奖上，陆川获优秀导演奖、《可可西里》获优秀故事片奖；
- 2005年9月俄罗斯海参崴国际电影节，获评委会特别奖及最佳男演员奖（《可可西里》全体男演员）；
- 2005年10月美国国家地理All Roads Film Festival，获最佳影片和最佳影片公众奖；
- 2005年11月 加拿大Banff Mountain Film Festival最佳故事片奖；
- 2005年11月12日 第25届中国电影金鸡奖最佳故事片；
- 2005年11月29日 法国巴黎国际环境电影节，影片《可可西里》获得电影节大奖；
- 2005年12月18日 获印度KERALA国际电影节最佳导演，公众大奖以及评论大奖；
- 2006年4月8日 获香港电影金像奖电影节最佳亚洲影片奖；

### 《南京！南京！》
陆川继导演冯小刚、张艺谋、陈凯歌、宁浩之后，成为第五位进入亿元俱乐部的内地导演；
- 2009年4月14日 《南京！南京！》成为中宣部文艺局、国家广电总局电影局 “迎接新中国成立60周年”的首批重点国产影片之一；
- 2009年5月2日 全国政协副主席李金华、红军小学建设工程理事会名誉理事长李肇星、中共中央宣传部副部长翟卫华授予《南京！南京！》爱国主义教育指定影片；
- 2009年9月26日 获第57届西班牙圣塞巴斯蒂安国际电影节最高荣誉最佳电影金贝壳奖和最佳摄影奖；
- 2009年10月18日 挪威奥斯陆电影节最佳影片大奖。
- 2009年11月26日 陆川凭《南京！南京！》获第3届亚太影展最佳导演奖，曹郁获最佳摄影奖；
- 2009年11月28日 曹郁凭《南京！南京！》获第46届台湾电影金马奖最佳摄影奖；
- 2009年12月15日 入围第67届金球奖外语片奖提名影片
- 2010年3月22日 陆川获第4届香港亚洲电影大奖最佳导演奖，曹郁获最佳摄影奖。
- 2011年12月 获第37届洛杉矶影评人协会奖最佳外语片奖

### 主要荣誉
- 2009年度 广电部十大杰出青年
- 2009年度 广电部五一劳动奖章获得者
- 2009年 获《南方人物周刊》青年领袖称号
- 2009年 获中宣部“五个一工程奖”优秀个人奖
- 2009年6月4日 获北京电影学院“研生代”特别奖
- 2009年6月13日 获第十二届上海国际电影节“十大环保明星奖”
- 2009年6月 提名入选The 2009 Asia 21 Young Leaders Summit（21世纪亚洲青年领袖论坛）
- 2009年10月23日 陆川获现代传媒集团颁发“2009年度国家精神缔造者荣誉奖”
- 2009年11月 陆川入选美国《商业周刊》评出的“China's Most Powerful People 2009”
- 2009年11月29日《lady格调》杂志授予陆川导演“2009年度十大精英人物”之首
- 2009年12月12日《新周刊》中国娇子新锐榜授予陆川最大奖项年度新锐人物奖，授予影片《南京！南京!》年度电影奖
- 2009年12月21日 天津发行量最大的报纸《每日新报》授予陆川“百万天津观众最喜爱的明星奖”
- 2009年12月22日 陆川获得2009《北京青年周刊》红人榜年度文化贡献红人
- 2010年1月10日 获得腾讯星光大典年度最佳导演奖，该奖项由3.6亿网民投票决出，总得票数360436票，位列第一
- 2010年1月16日 在南方报业集团《风尚周报》主办风尚中国榜颁奖礼上，陆川获颁年度风尚导演奖,《南京！南京！》剧组获得年度最佳团队称号
- 2010年1月12日 珠江电影频道金榜单之夜授予陆川导演票房过亿导演奖
- 2010年1月21日 搜狐时尚盛典为陆川导演颁发年度时尚先生奖
- 2010年1月31日 百度娱乐沸点年度最热门人物，陆川获得2009年度最热门导演奖，年度搜索量达140095791次，位列第一
- 2010年3月8日 获得首届女性电影节最受女性观众欢迎的导演奖
- 2010年度 陆川获五一劳动奖章及获全国劳模称号
- 2010年5月29日 获第三届华鼎奖最佳表现男导演奖
- 2010年6月 获华鼎奖“最受欢迎男导演”奖
- 2010年10月 获春燕奖“年度十佳电影工作者”
- 2010年12月1日 获时尚集团“年度览胜人物”大奖
- 2011年 担任中欧建交35年以来首个主题年——2011“中欧青年交流年”中方形象大使
- 2012年 伦敦书展中国主宾国主讲嘉宾
- 2012年 第二届中美文化艺术论坛阿斯彭峰会主讲嘉宾
- 2012年 博鳌亚洲论坛青年领袖圆桌会议主讲嘉宾
- 2012年 第十届法国电影展形象大使
- 2012年 亚太电影节主评审委员
- 2012年 第六届亚洲电影大奖主评审
- 2013年 第七届亚洲电影大奖主评审
- 2013年 博鳌亚洲论坛文化峰会主讲嘉宾

## 现任其他职务
- 中华全国青年联合会委员
- 中国环境大使
- 国家环保总局 中国环境文化促进会 艺术顾问
- 中华环保基金会执行董事
- 2011“中欧青年交流年”中方形象大使